# Port lotniczy La Paz-Manuel Márquez de León
Port lotniczy La Paz-Manuel Márquez de León (IATA: LAP, ICAO: MMLP) – międzynarodowy port lotniczy położony w odległości 13 km od centrum La Paz – stolicy stanu Kalifornia Dolna Południowa, w Meksyku.